# Les Villedieu
Les Villedieu är en kommun i departementet Doubs i regionen Bourgogne-Franche-Comté i östra Frankrike. Kommunen ligger i kantonen Mouthe som tillhör arrondissementet Pontarlier. År 2022 hade Les Villedieu 222 invånare.

## Befolkningsutveckling
Antalet invånare i kommunen Les Villedieu
Referens:INSEE